# Lon Poff

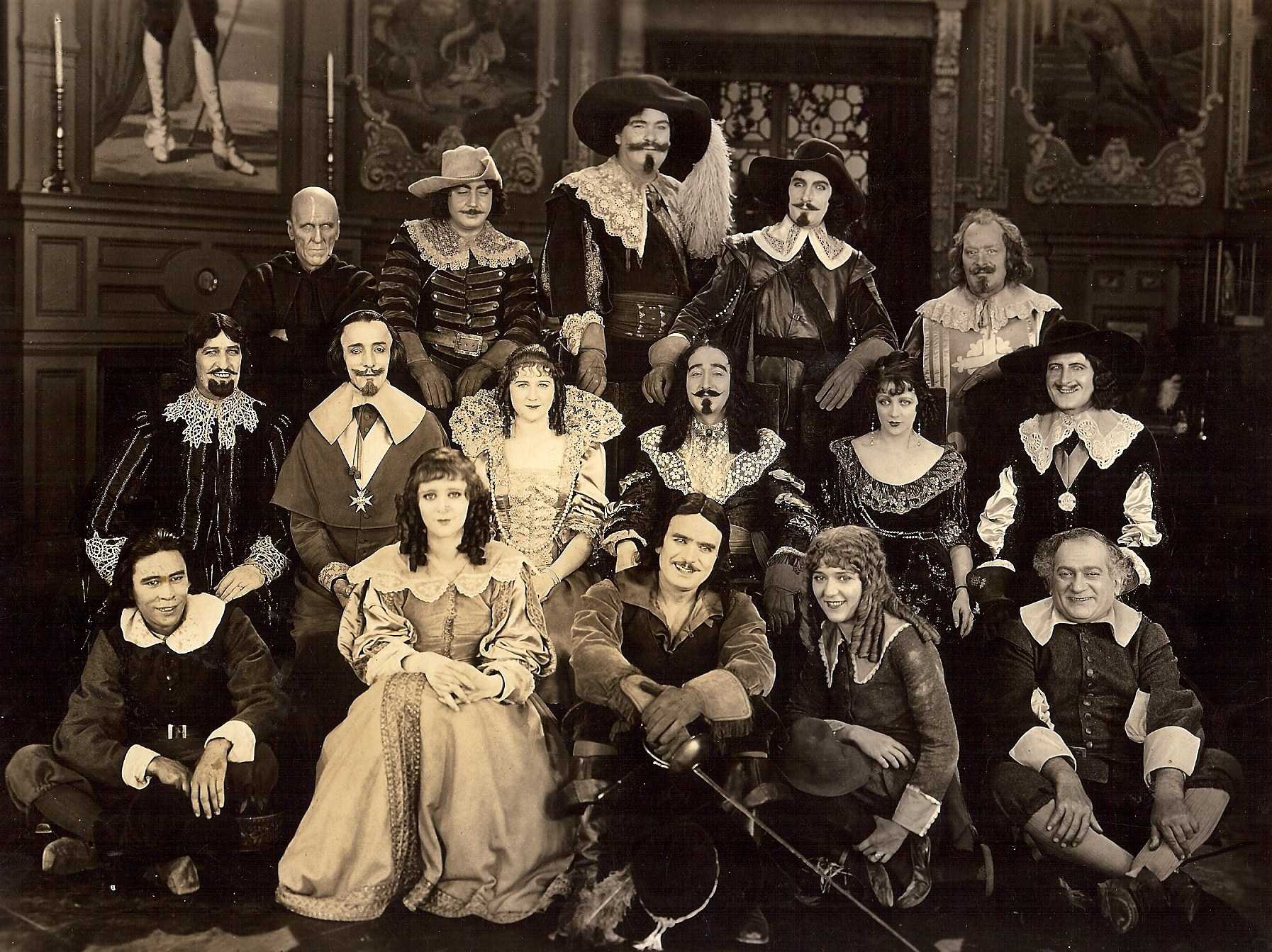
Les Trois Mousquetaires (1921) : photo promotionnelle réunissant ses principaux acteurs, dont Douglas Fairbanks (en bas au centre) et Lon Poff (en haut à gauche)

Alonzo M. « Lon » Poff est un acteur américain, né le 8 février 1870 à Bedford (Indiana), mort le 8 août 1952 à Los Angeles (Californie).

## Biographie
Lon Poff débute au cinéma dans deux films sortis en 1917 et contribue à plus de cinquante autres films muets américains. En particulier, il est le père Joseph (confesseur de la reine Anne d'Autriche) dans Les Trois Mousquetaires de Fred Niblo (1921), puis dans Le Masque de fer d'Allan Dwan (1929), films où Douglas Fairbanks personnifie D'Artagnan. Citons également Le Forgeron du village de John Ford (1922, avec Virginia Valli et David Butler) et Marriage License? de Frank Borzage (1926, avec Alma Rubens et Walter McGrail).
Tenant le plus souvent des petits rôles non crédités, parfois second rôle de caractère, il apparaît ensuite dans près de soixante films parlants, dont le serial Flash Gordon (1936, avec Buster Crabbe dans le rôle-titre) et Jeanne d'Arc de Victor Fleming (son antépénultième film, 1948, avec Ingrid Bergman dans le rôle-titre). Son dernier film est Allons donc, papa ! de Vincente Minnelli (avec Spencer Tracy, Joan Bennett et Elizabeth Taylor), sorti en 1951, l'année précédant sa mort.

## Filmographie partielle

### Période du muet (1917-1929)
- 1917 : The Scarlet Car de Joseph De Grasse : Un policier
- 1919 : The Shepherd of the Hills (en) de Louis F. Gottschalk et Harold Bell Wright (en) : Jim Lane
- 1920 : Son meilleur ami (Sand!) de Lambert Hillyer : Jim Kirkwood
- 1920 : The Man Who Dared d'Emmett J. Flynn : Long John
- 1921 : La Petite Baignade (The Old Swimmin' Hole) de Joseph De Grasse: L'instituteur
- 1921 : Les Trois Mousquetaires (The Three Musketeers) de Fred Niblo : Père Joseph
- 1921 : Big Town Ideas de Carl Harbaugh : Un adjoint
- 1921 : The Night Horsemen de Lynn Reynolds : Haw Haw
- 1922 : Le Forgeron du village (The Village Blacksmith) de John Ford : Gideon Crane
- 1922 : Tracked to Earth de William Worthington : Meeniee Wade
- 1922 : Les Bons Larrons (Turn to the Right) de Rex Ingram
- 1923 : Brass Commandments de Lynn Reynolds : Slim Lally
- 1923 : La Rue des vipères (Main Street) de Harry Beaumont : Chet Dashaway
- 1923 : The Girl I Loved de Joseph De Grasse : Un pasteur
- 1923 : Suzanna de F. Richard Jones : Álvarez
- 1923 : The Man Who Won de William A. Wellman : Sandy Joyce
- 1924 : The Man from Wyoming de Robert N. Bradbury : Jim McWilliams
- 1924 : Les Rapaces (Greed) d'Erich von Stroheim : Un agent de la loterie
- 1924 : Dante's Inferno d'Henry Otto : Un secrétaire
- 1924 : Excitement de Robert F. Hill : Roger Cove
- 1924 : Darwin Was Right de Lewis Seiler : Egbert Swift
- 1925 : The Million Dollar Handicap de Scott Sidney : Le laitier
- 1925 : Quelle vie ! (Isn't Life Terrible?) de Leo McCarey (court métrage) : M. Jolly
- 1925 : La Veuve joyeuse (The Merry Widow) d'Erich von Stroheim : Un laquais du baron Sadoja
- 1925 : A Thief in Paradise (en) de George Fitzmaurice : Le secrétaire des Jardine
- 1926 : Marriage License? de Frank Borzage : Un serviteur
- 1926 : Mantrap de Victor Fleming : Un pasteur
- 1926 : Bardelys le magnifique (Bardelys the Magnificent) de King Vidor : Le moine de la prison
- 1926 : Vive le roi (Long Fliv the King) de Leo McCarey (court métrage) : rôle non-spécifié
- 1927 : La Vallée des géants (The Valley of the Giants) de Charles Brabin : Le comptable
- 1927 : The Tender Hour (en) de George Fitzmaurice : Un invité de la fête
- 1927 : L'Homme aux cheveux rouges (The Silent Rider) de Lynn Reynolds
- 1927 : Silver Valley de Benjamin Stoloff : « Slim » Snitzer
- 1928 : V'là la flotte (Two Tars) de James Parrott (court métrage) : Un automobiliste
- 1928 : Greased Lightning de Ray Taylor : Beauty Jones
- 1928 : L'Homme qui rit (The Man Who Laughs) de Paul Leni : rôle non-spécifié
- 1929 : The Faker de Phil Rosen : L'assistant d'Hadrian
- 1929 : Le Masque de fer (The Iron Mask) d'Allan Dwan : Père Joseph

### Période du parlant (1929-1951)
- 1929 : Courtin' Wildcats de Jerome Storm : Le professeur
- 1930 : The Bad One de George Fitzmaurice
- 1930 : La Maison de la peur (The Laurel-Hardy Murder Case) de James Parrott (court métrage) : Le vieux parent
- 1930 : Tom Sawyer de John Cromwell : Juge Thatcher
- 1931 : Caught d'Edward Sloman : Clem
- 1931 : The Itching Hour de Lewis R. Foster : Dr Carver
- 1931 : Ambassador Bill de Sam Taylor
- 1932 : Mon grand (So Big!) de William A. Wellman : Le diacre
- 1932 : Whistlin' Dan de Phil Rosen : Jud Beal
- 1933 : Masques de cire (Mystery of the Wax Museum) de Michael Curtiz : Un homme de main
- 1933 : Hello, Everybody! de William A. Seiter : Un policier
- 1934 : Le Grand Barnum (The Mighty Barnum) de Walter Lang : Un épicier
- 1935 : Gosse de riche (She Couldn't Take It) de Tay Garnett : Le juge
- 1936 : Flash Gordon de Frederick Stephani et Ray Taylor (serial) : 1er grand prêtre
- 1936 : Le Vandale (Come and Get It) d'Howard Hawks et William Wyler : Le bûcheron
- 1937 : J'ai le droit de vivre (You Only Live Once) de Fritz Lang : Halsey
- 1938 : La Ruée sauvage (The Texans) de James P. Hogan : Un citoyen de Moody
- 1940 : Murder in the Air de Lewis Seiler : Un employé de la morgue
- 1941 : Marry the Boss's Daughter de Thornton Freeland
- 1941 : Back in the Saddle de Lew Landers : George C. Joy
- 1942 : Les Voyages de Sullivan (Sullivan's Travels) de Preston Sturges : Un condamné regardant un film
- 1942 : Ma femme est un ange (I Married an Angel) de W. S. Van Dyke : M. Dodder
- 1943 : Plus on est de fous (The More the Merrier) de George Stevens : Un dormeur
- 1943 : Vivre libre (This Land Is Mine) de Jean Renoir : Un vieil homme
- 1945 : Le Grand John (The Great John L.) de Frank Tuttle : Un client du restaurant
- 1946 : The Desert Horseman (it) de Ray Nazarro : Le patron du café
- 1948 : Jeanne d'Arc (Joan of Arc) de Victor Fleming : Guillaume Colles
- 1949 : Madame Bovary de Vincente Minnelli : Un invité
- 1951 : Allons donc, papa ! (Father's Little Dividend) de Vincente Minnelli : Le vieil homme sous le porche